# Euphalerus dubius
Euphalerus dubius är en insektsart som beskrevs av Caldwell 1944. Euphalerus dubius ingår i släktet Euphalerus och familjen rundbladloppor. Inga underarter finns listade i Catalogue of Life.